# MY FOOLISH HEART (SOIL&"PIMP"SESSIONSと椎名林檎の曲)
「MY FOOLISH HEART」（マイ・フーリッシュ・ハート）は、日本のジャズバンド・SOIL&"PIMP"SESSIONSとシンガーソングライターの椎名林檎によるコラボレーション楽曲である。

## 概要
「MY FOOLISH HEART」はSOIL&“PIMP”SESSIONSとして初めてヴォーカリストを起用したアルバム『6』に収録された楽曲で、いくつかのバージョンが存在する。

### 制作の経緯
椎名林檎とは「カリソメ乙女 DEATH JAZZ ver.」で初めて一緒に録音して以来、彼女のアルバム『三文ゴシップ』にも2曲参加するなど常に密に関係を作っており、椎名の方も6人（当時）のメンバーそれぞれのキャラクターややりたいことを充分に理解していたことから、制作前からバンド内では「もしヴォーカリストを入れるならその1曲目は椎名林檎」という話をしていた。先にインスト・バージョンの「MY FOOLISH HEART〜crazy in mind〜」が出来ていて、丈青が作った段階で「椎名に歌ってもらえたら」というイメージはあった。そこに元晴のサックスのソロのラインが美しいからそれを歌メロの主旋律にしたらすごくいいのではないかというアイデアが出て、彼女のスキルだったら間違いなくそれを歌えるということで、椎名にコラボレーションを提案した。最初はSOIL側から案を持っていったが、椎名の側からも自分のアイデアの提案があり、曲をブラッシュアップする過程でSOILのメンバーを引っ張って行って曲が完成した。

### MY FOOLISH HEART〜crazy in mind〜
最初に完成していたインストゥルメンタル・バージョンの楽曲で、アルバム『6』に収録。
| #  | タイトル                                                     | 作詞 | 作曲 | 編曲                | 時間 |
| -- | ------------------------------------------------------------ | ---- | ---- | ------------------- | ---- |
| 1. | 「MY FOOLISH HEART 〜crazy in mind〜」(インストゥルメンタル) |      | 丈青 | SOIL&"PIMP"SESSIONS | 4:30 |

### MY FOOLISH HEART〜crazy on earth〜×椎名林檎
アルバム『6』に収録された楽曲で、インスト・バージョンをもとにサックスを歌のメロディに置き換えて椎名林檎をゲストヴォーカルに迎えて制作された。単なるフィーチャリング形式のレコーディングではなく、お互いをリスペクトし合う親交のあるアーティストと作品を創り上げたいというメンバーの意向から、楽曲制作では椎名本人もアレンジの提案をするなど、“7人目のメンバー”として参加した。同曲にはミュージック・ビデオも制作され、YouTubeのSOIL&"PIMP"SESSIONS公式チャンネル『SOIL&"PIMP"SESSIONS ch.』にてフルサイズで公開された。
| #  | タイトル                                | 作詞     | 作曲       | 編曲                          | 時間 |
| -- | --------------------------------------- | -------- | ---------- | ----------------------------- | ---- |
| 1. | 「MY FOOLISH HEART 〜crazy on earth〜」 | 椎名林檎 | 丈青、元晴 | SOIL&"PIMP"SESSIONS、椎名林檎 | 4:17 |

### MY FOOLISH HEART〜Crazy in Shibuya〜
上記のアルバム収録バージョンの製作過程で生まれた別バージョンで、アルバムには未収録。SOILと椎名がレコーディング作業を進める中で誕生した楽曲で、オリジナル・バージョンとはまったく異なるアレンジが施されて新たなコラボレーション楽曲としてレコーディングされ、2009年9月30日にビクターエンタテインメントよりiTunes Storeおよび主要着うたサイトにて配信限定でリリースされた。のちに椎名林檎のコラボレーション・ベスト・アルバム『浮き名』にボーナス・トラックとして収録された。
| #  | タイトル                                 | 作詞     | 作曲       | 編曲                          | 時間 |
| -- | ---------------------------------------- | -------- | ---------- | ----------------------------- | ---- |
| 1. | 「MY FOOLISH HEART〜Crazy in Shibuya〜」 | 椎名林檎 | 丈青、元晴 | SOIL&"PIMP"SESSIONS、椎名林檎 | 4:38 |